# Gartloch Hospital

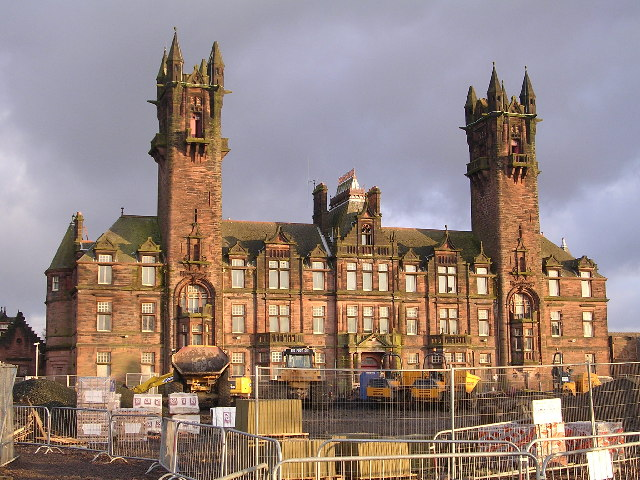
Hauptgebäude des Gartloch Hospitals

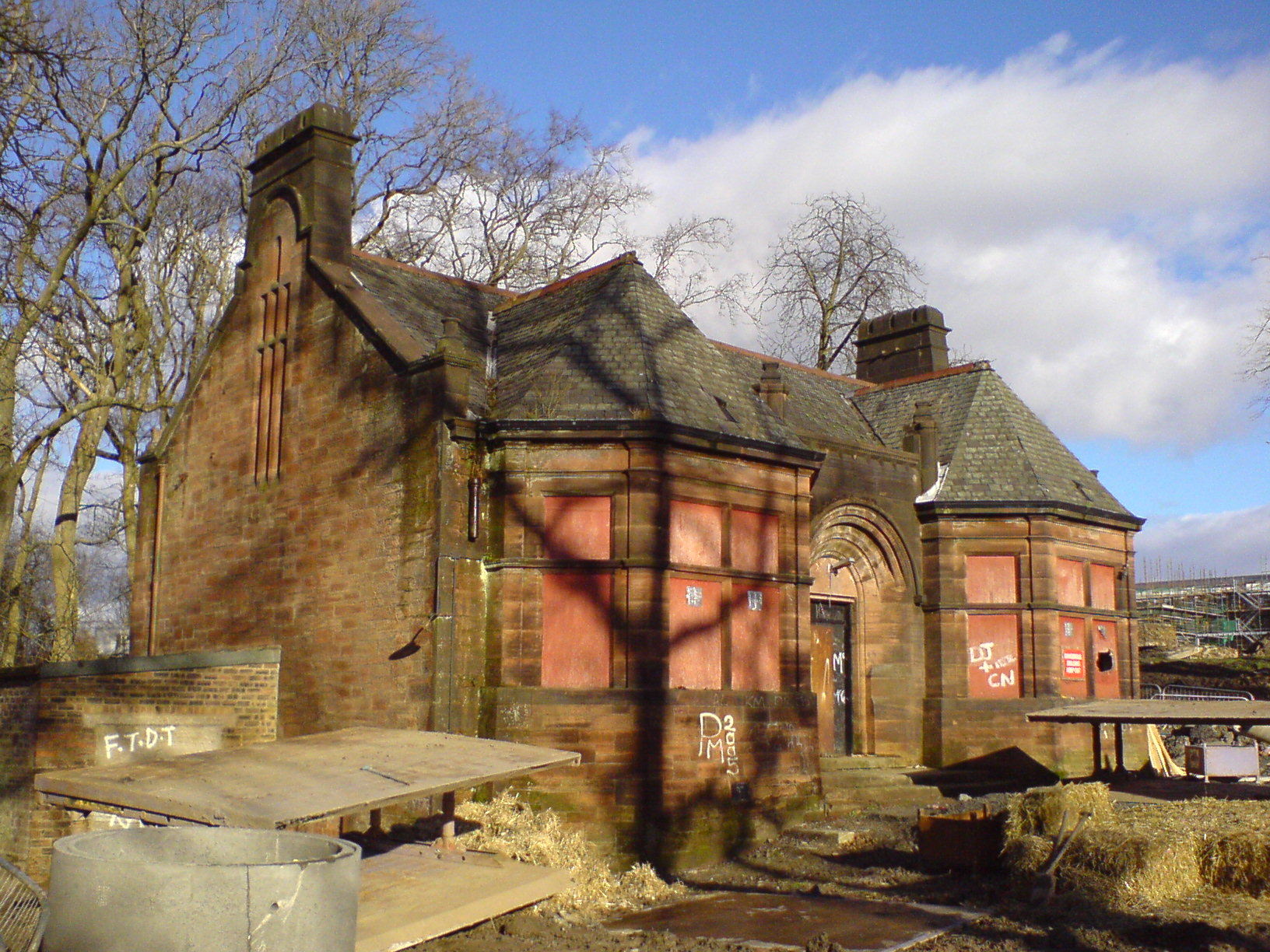
Die ehemalige Leichenhalle

Die Gartloch Hospital, ehemals Glasgow Asylum and Hospital for the Insane, Gartloch Institution und Gartloch Mental Hospital, ist eine ehemalige psychiatrische Klinik in der schottischen Stadt Glasgow. 1991 wurde das Hauptgebäude in die schottischen Denkmallisten in der höchsten Denkmalkategorie A aufgenommen. Dieses bildet des Weiteren mit zugehörigen Gebäuden ein Denkmalensemble der Kategorie A. Die ehemalige Leichenhalle, die West Lodge, die Gartloch Cottages sowie das ehemalige Haus der medizinischen Leitung sind separat als Kategorie-B-Bauwerke klassifiziert.

## Geschichte
Die Ausschreibung des City of Glasgow Lunacy Board zum Bau des Komplexes im Jahre 1889 gewann das Architekturbüro Thomson & Sandilands. Der Bau des Hauptgebäudes sowie verschiedener Außengebäude war bis 1897 abgeschlossen. Der Bau der Halle sowie des Schwesternwohnheims dauerten noch bis 1900 beziehungsweise 1902 an. Alexander Skirving entwarf den 1902 erbauten Farm Colony Pavilion. Spätestens 1929 wurde die Einrichtung in Gartloch Institution umbenannt. Zwischen 1948 und 1969 hieß sie Gartloch Mental Hospital, um dann vereinfacht in Gartloch Hospital umbenannt zu werden. 1975 wurde das Krankenhaus modernisiert.
Nachdem bereits 1991 die mögliche Schließung der Einrichtung diskutiert worden war, wurden die Gebäude 1994 für Investoren zum Verkauf ausgeschrieben. Bis Juli 1996 waren die letzten Gebäude geräumt und der Betrieb wurde eingestellt. Trotz verschiedener Pläne konnte seitdem kein Investor zur Weiterentwicklung der Hauptgebäude gefunden werden. Bereits 1994 wurden die Gebäude in das Register gefährdeter denkmalgeschützter Bauwerke in Schottland aufgenommen. Infolge des Leerstands verschlechterte sich der Zustand seitdem zusehends. 2014 wurden die nicht restaurierten Hauptgebäude als Ruine eingestuft.
Die kurzlebige Serie Takin’ over the Asylum wurde im Gartloch Hospital gedreht.

## Beschreibung
Die Neorenaissance-Anlage liegt abseits am Bishop Loch im äußersten Glasgower Nordosten. Geplant zur Unterbringung zahlender Patienten aus einer gehobenen Gesellschaftsschicht, ist das Hauptgebäude aufwändig im Stile der französischen Renaissance mit Details aus dem Scottish Baronial gestaltet. Das annähernd symmetrisch aufgebaute Gebäude besteht aus rotem Sandstein und umfasst einen Flügel mit Speisesaal und Küche, ein Heizhaus mit Wäscherei sowie eine Werkstatt. Die Hauptfassade des Hauptgebäudes ist 13 Achsen weit. Es ragen zwei identisch ornamentierte Türme auf, die gleichzeitig als Treppen- und Wassertürme dienen.